# Margot Zemach
Margot Zemach, född 30 november 1931 i Los Angeles, död av ALS den 21 maj 1989 i Berkeley, Kalifornien, var en amerikansk barnboksillustratör. Hon fick Caldecott Medal 1974 för sina illustrationer till maken Harve Zemachs text i boken Duffy and the Devil.